# Friedrich Gottlieb Welcker
Friedrich Gottlieb Welcker (Grünberg, 4 novembre 1784 – Bonn, 17 dicembre 1868) è stato un filologo classico e archeologo tedesco.

## Biografia
Dopo aver studiato filologia classica all'Università di Giessen venne nominato (1803) professore di liceo, attività che combinò con quella di lettore all'università. Nel 1806 si recò in Italia e per oltre un anno fu tutore privato a Roma presso la famiglia di Wilhelm von Humboldt che divenne poi suo amico e corrispondente.
Welcker tornò a Giessen nel 1808, riprendendo le attività che aveva lasciato qualche anno prima e nel giro di pochi anni divenne primo professore di letteratura greca e archeologia in quella ed in altre università. Dopo aver combattuto, come volontario, nel 1814 si recò a Copenaghen per realizzare l'edizione postuma dei carteggi dell'archeologo danese Georg Zoëga (1755-1809) e pubblicò la sua biografia, Zoegas Leben (Stutt. 1819).
Il suo liberalismo in politica lo pose in linea di rottura con le autorità universitarie di Giessen ed egli lasciò quella università per trasferirsi all'Università di Gottinga nel 1816. Tre anni dopo ricevette una cattedra all'Università di Bonn dove fondò un museo di arte e la biblioteca della quale divenne il primo bibliotecario.
Nel periodo 1841-1843 viaggiò in Grecia ed Italia (cf. il suo Tagebuch, Berlin, 1865) lasciò il posto di bibliotecario nel 1854 e nel 1861 anche quello di professore, ma continuò a risiedere a Bonn fino alla morte.
Welcker fu un pioniere nel campo dell'archeologia, e fu uno dei primi ad insistere, in opposizione al metodo vigente dei vecchi ellenisti, sulla necessità di coordinare gli studi dell'arte e della religione greca con la filologia.
Dopo i primi lavori su Aristofane, Pindaro e Saffo, realizzò delle edizioni su Alcmane (1815), Ippona (1817), Teognide (1826) e sulla Teogonia di Esiodo (1865), pubblicando Sylloge epigrammatum Graecorum (Bonn, 1828). Il suo Griechische Götterlehre (3 vols., Göttingen, 1857-1862) può essere considerato il primo trattato scientifico sulla religione greca. Fra i suoi lavori sulla letteratura greca, i principali sono Die Äschyleische Trilogie (1824, 6), Der epische Zyklus oder die Homerischen Geschichte (2 vols. 1835, 49), Die griechischen Tragödien mit Rücksicht auf den epischen Zyklus geordnet (3 vols., 1839-1841). Le sue edizioni e la biografia di Zoega, il Zeitschrift für Geschichte und Auslegung der alten Kunst (Göttingen, 1817, 8) ed il Alte Denkmäler (5 vols., 1849-1864) riassumono il suo punto di vista sull'arte antica.